# Stockholms City
 Ikke at forveksle med Stockholms innerstad.
Stockholms City er de mest centrale dele af Stockholms innerstad i bydelen Norrmalm. Området er ikke formelt afgrænset, men en overordnet definition er Norrmalm syd for Kammakargatan, Brunkebergstunnelen og David Bagares Gata. City omfatter ikke, i modsætning til innerstaden, den historiske bykerne Gamla Stan.
I de forskellige byplaner f.eks. Cityplanen fra 1962, ligger dele af Östermalm (inklusiv området syd for Humlegårdsgatan og vest for Sibyllegatan) i Cityområdet. I det område, der ofte regnes som Stockholms City (dvs. kirkesognene Jakob, Klara, sydlige Adolf Fredrik og sydlige Johannes), bor der 8.650 indbyggere (2022), men ser man på antallet af arbejdspladser alene for Norrmalm, ligger tallet på godt 178.000 (2020).

## Navnet
Inspirationen til udtrykket City for midtbyen stammer fra City of London, hvor byens gamle centrum udgør en egen selvstændig enhed, en bykerne (engelsk: city) London City, inden for den større enhed Greater London. I England er "City" desuden centrum for Londons forretningsdistrikt.

## Historie
Som et resultat af Norrmalms totalfornyelse i efterkrigstiden blev en stor del af den gamle bebyggelse i Klara-kvarteret og Nedre Norrmalm nedrevet og erstattet af moderne etageejendomme. Bygningerne opført fra 1960'erne til 1980'erne var præget af tidens fremtidsoptimistiske idealer for byplanlægning og et ønske om at synliggøre det moderne fremskridtsprægede Sverige. Mange af husene var meget pompøse med dyre facadematerialer f.eks. PK-huset, men ifølge Stadsmuseet i Stockholm gennemgår en del af bygningerne i dag fortsat en større forvandling.
Inden for området findes en række kendte Stockholm-bygninger og lokaliteter, eksempelvis Sergels Torg, Hötorgscity, Hötorgshøjhusene, Kulturhuset, Gallerian, Stureplan og Norrmalmstorg.

## Igangværende projekter
Siden 1990'erne har Stockholms kommun haft som formål ”at skabe et mere levende og attraktivt bymiljø" i City. Områdets byfunktion – som arbejds- og serviceområde samt offentligt rum for byens beboere og besøgende – er blevet forstærket, bl.a. gennem skabelsen af nye boliger for at gøre City til en mere levende bymidte.

### Västra city
Västra city er Stockholms kommuns betegnelse for et udviklingsområde ved Stockholms centralstation og Cityterminalen. Området defineres ifølge Stockholms stadsbyggnadskontors som værende afgrænset i nord af Olof Palmes Gata med en forlængelse over jernbaneområdet, mod øst til Vasagatan, mod syd af Riddarfjärden og i vest af Klara Sjö. Området omfatter det centrale banegårdsområde med Centralstationen, kvarterene Klockan, Hasseln, Kortbyrån, Pennfäktaren, Terminalen, Tågordningen, Blekholmen, Bleket og Bangårdsposten med omkringliggende gader, pladser og parker. På længere sigt er det meningen, at Tegelbacken i retning af Klara Sjö frem til Karlbergs station skal overdækkes med bolig- og erhvervsbyggeri indeholdende kontorer, butikker og restauranter.
Den 23. april 2009 besluttede Stockholms bystyre at begynde forberedelsesarbejdet for den nye city-bydel, og i 2018 påbegyndte man en egentlig planlægning af Västra citys udformning.